# Paramacrolobium coeruleum
Paramacrolobium coeruleum är en ärtväxtart som först beskrevs av Paul Hermann Wilhelm Taubert, och fick sitt nu gällande namn av Emery Clarence Leonard. Paramacrolobium coeruleum ingår i släktet Paramacrolobium och familjen ärtväxter. Inga underarter finns listade i Catalogue of Life.